# Atarnée
Atarnée (en grec ancien, Ἀταρνεύς) est une ancienne cité de la région d'Éolide, située en Mysie, sur la côte ouest d'Anatolie. Elle fait face à l'île de Lesbos et la ville actuelle la plus proche est Dikili.

## Histoire
Atarnée est mentionnée du temps de la Grèce antique, en particulier dans la biographie d'Aristote. Selon Hérodote, ce territoire sera cédé aux habitants de Chios qui livrent le Lydien Pactyès aux Perses. Au cours d'une campagne entreprise contre le satrape Artabazos, en 359 av. J.-C., la cité allait être assiégée par Autophradate, général du roi des Perses ; mais le tyran Eubule l'invita à calculer le coût du siège, en tenant compte du temps qu'il faudrait y passer. Il se déclara prêt à livrer lui-même Atarnée sur-le-champ si on lui versait cette somme. Autophradate fit le calcul et abandonna effectivement le siège, dont les dépenses auraient été sans commune mesure avec son importance réelle. 
Au temps d'Hermias, Atarnée fut puissamment fortifiée, et par la suite assiégée par les Perses qui ne réussirent pas à soutenir le siège. En 341 av. J.-C., la cité fut détruite par les Perses et passa, ainsi que la rive asiatique des détroits, sous le contrôle du Grand Roi qui n’avait pas pardonné à Hermias son alliance avec Philippe II de Macédoine.

## Liste des tyrans d'Atarnée
- Eubule d'Atarnée, banquier d'origine bithynienne, prédécesseur d'Hermias (vers 359 av. J.-C.)[5]
- 347-344 av. J.-C. : Hermias († 341 av. J.-C.)[6].